# Peter Petek
Peter Petek [péter pétek], slovenski matematik in šahist, * 28. marec 1944, Ljubljana, Slovenija.
Petek je redni profesor na Fakulteti za matematiko in fiziko (FMF) v Ljubljani.
Diplomiral je na FNT v Ljubljani leta 1967 in doktoriral leta 1974. Leta 1975 je postal docent in leta 1987 izredni profesor na Oddelku za matematiko in mehaniko FNT, od leta 1993 je redni profesor na Pedagoški fakulteti v Ljubljani. 
Znanstveno deluje na področju algebrske topologije (kohomologija grup simetrij) in teorije dinamičnih sistemov (iteracija funkcij). Objavil je 17 znanstvenih člankov v mednarodnih revijah in Obzorniku za matematiko in fiziko ter 10 poljudnih člankov v Preseku; tega je od leta 1975 do 1977 tudi urejal.
Petek je od leta 2005 častni član Društva matematikov, fizikov in astronomov Slovenije.